# GMA Network
Pour la chaîne de télévision philippine, voir GMA Network (chaîne de télévision).
Pour les articles homonymes, voir GMA.
GMA Network, Inc. est un important réseau commercial de télévision et de radio des Philippines. Il est détenu par GMA Network, Inc., une société cotée en bourse. Sa première diffusion à la radio date de 1950, et à la télévision du 29 octobre 1961. GMA Network (anciennement connu sous les noms DZBB télévision Channel 7, RBS TV Channel 7, GMA Radio-Télévision Arts puis GMA arc-en-Satellite Network) est généralement nommé «Réseau Kapuso», en référence au contour du logo de l'entreprise. Il a également été appelé le «Réseau chrétien» en raison de sa programmation sous la direction nommée en 1974.
L'entreprise a son siège dans l'immeuble du GMA Network Center à Quezon City et son émetteur Tandang Sora Avenue, dans le Barangay de Culiat, également à Quezon City.

## Personnes clés
- Felipe Gozon (président et chef de la direction)
- Gilberto R. Duavit Jr. (président et chef de l'exploitation)
- Felipe S. Yalong (directeur financier)

## Divisions
- GMA Artist Center
- GMA Kapuso Foundation
- GMA News and Public Affairs
- RGMA
- GMA Nationwide

## Filiales
- Alta Productions Group, Inc.
- Citynet Network Marketing and Productions, Inc.
- Digify, Inc.
- GMA Marketing and Productions
- GMA Music
- GMA New Media
- GMA Pictures
- GMA Worldwide
- MediaMerge Corporation
- Scenarios, Inc.
- Script2010, Inc.

## Stations de radio
- Barangay LS 97.1 (Manille)
- Super Radyo
  - Super Radyo DZBB 594
  - Super Radyo DYSI 1323 (Iloilo)
  - Super Radyo DYSS 999 (Cebu)
  - Super Radyo DXGM 1125 (Davao)

## Chaînes de télévision

### Chaînes de télévision gratuites
- GMA (depuis le 29 octobre 1961)
- GMA News TV (depuis le 28 février 2011)

### Chaînes de télévision payante
- Fox Filipino (joint-venture avec  The Walt Disney Company)

### Chaînes internationales
- GMA Life TV (depuis le février 2008)
- GMA News TV International (depuis le 1er juillet 2011)
- GMA Pinoy TV (depuis  mars 2005,  août 2005)

### Chaînes de télévision défunts
- Citynet Television (27 août 1995 au 25 juillet 2001)
- Channel V Philippines (15 décembre 1999 au 25 juillet 2001)
- Q (11 novembre 2005 au 20 février 2011)

### Services officiels de Web de GMA Network
- GMA News
- GMA Public Affairs
- Site de divertissement
- Site corporate
- GMA Kapuso Foundation
- GMA International
- GMA Radio (DZBB et Barangay LS)